# Magaš
Magaš je prezime rašireno u Hrvatskoj i ostalim krajevima u kojima obitavaju Hrvati, u Panoniji, na jadranskom priobalju i u visokim Dinaridima, pa i šire te u Zakarpatju od Ukrajine do Poljske, ali se mjestimično nalazi od Dalekog istoka do Atlantika. Posebice je prisutno u širem zadarskom kraju. Istaknuto je, osim u Vinjercu (središte naselja) i njegovom zaselku Vučijak (patronimik Magaši uz Žuniće, Srzentiće, Ćoze), a u Selinama (također postoji i poseban zaselak Magaši), Dinjiški na Pagu (također grupa kuća Magaša), Ninu, Posedarju (došli iz Vinjerca) i Molatu. 
U povijesnim dokumentima spominje se u Zadru, Ninu, Pagu, Vrani, na Hvaru, u Požegi. U Vinjercu se, koliko se moglo dosad istražiti, s obzirom na to da su stare glagoljaške matične knjige Slivnice Vinjerca, i Selina nestale ili uništene, spominje od polovice 17. stoljeća. U Zadru, Pagu i Vrani nalazi se u ispravama znatno prije, u 14. i 15. stoljeću. 

## Etimologija
Budući da u kasnijim poznatim izričajima i značenjima ovoga imena (npr. u hinduskom krugu  magaš, mahaš = velik, duševan, visok /korijen od mahā/, u perzijskom maga/magaš/magas, ali i magoš/maguš = mudrac, svećenik, zvjezdoznanac, mag, žrec; babilonskom magaš/magash, hebrejskom magaš/magash/mahaš = velik, duhovnik, svećenik, mudrac, onaj koji služi, prinos, pladanj, poklon na pladnju, u grčkom magos /od staroperzijskog magu odn. zapadnoperzijskog maguš= veliki, mudrac, duhovnik, svećenik, obdareni/ tj. μαγος = mudrac, duhovnik, učenjak, svećenik, zvjezdoznanac, vrač, mag, tumač snova, glasnik, čarobnjak; slično i mageia = magija/; u latinskom magus, magis, magnus, ugrofinskom magaš/magas = velik, visok, dostojanstvenik, svećenik, mag, mudrac, vrač, žrec; mongolski magaš, kazahstanski magas, arapski magaš/magash = staviti na vatru, laponski/saami: magaš = onaj koji se ne vidi, tajanstveni, mističan, onaj koji nevidljiv stoji pred vratima, ingušski magaš/magas, slavenski magaš/magas /čit. magaš, u Hrvatskoj, Slovačkoj, Ukrajini, Poljskoj, Rusiji, Srbiji, Bosni i Hercegovini /, germanski magasch /čit. magaš/, francuski magasche /čit. magaš/, latvijski magaš, baškirski magaš/magash itd.), nema velike razlike, odnosno ima mnogo sličnosti u značenju, logično je pretpostaviti zajedničko prastaro podrijetlo. 
Vezano za najčešće značenje (tri maga iz starog pisma su zapravo mudraci, zvjezdoznanci, mislioci, znanstvenici; magi su bili svećenici, pripadnici jednog od šest plemena Medijaca u starom vijeku) i kod starih Hrvata, kao i drugih Slavena, magaši ili maguši su bili znanstvenički i svećenički stalež. Otuda i predaja da je npr. Grgur Ninski, također magaš, moguće nosio i takvo prezime. Indikativno je da dio nositelja ovog prezimena kasnije nosi ime Grgur (u Vrani, u Vinjercu, a jedna loza su Grguričići), te da upravo u području velikog biskupijskog imanja kod nekadašnjeg Učitelja (danas Islam Latinski) jedan zaselak nosi ime Grgurice. 
Ne može se odbaciti ni teza o istoznačnosti s grčkom riječi magus i latinskom magis, otprilike slična značenja (velik, visok, ali i tajanstveni, mistični, magični), ili s prezimenima u zemljama sredozemnoga kruga (Magasche u Francuskoj, Magalhaes u Portugalu, u Italiji i sl.). To potvrđuje tezu da je, kada se radi o Hrvatskoj, riječ o prastarom hrvatskom imenu s obzirom na njegovo očito indoeuropsko podrijetlo i korijen koji se javlja od Dalekog istoka do Atlantika. 

## Podrijetlo i rasprostranjenost
Prezime je veoma staro i spominje se u starijim ispravama u primorskim i u kontinentalnim krajevima Hrvatske, a prati Hrvate u svim prostorima kroz koje su prolazili od njihovih prapočetaka u prostoru Perzije, preko Kavkaza, današnje Ukrajine, Zakarpatja, posebice Poljske Galicije, Češke i Slovačke, Gornje Austrije, Panonskog bazena do današnje postojbine, ali i pojedine druge narode. Hrvati su ime Magaš stekli iz indoeuropske jezične baštine koju dijele i drugi narodi. Dosad najstariji poznati, istovrsni oblik ovoga imena poznat je u antici u trećem stoljeću prije Krista. 
S obzirom na pojavnost u širokom krugu od Perzije i Indije, Mongolije i Kazahstana, do Grčke i Egipta, te Hrvatske, Austrije, Njemačke, Irske, Britanije, Ukrajine, Poljske (posebice Galicije, postojbine Bijelih Hrvata u 4. i 5. stoljeću), Slovačke, očito prastaro ime. 
Ima i veći broj prezimena sličnih ovome, koji se ponekad mogu, ali ponekad i ne mogu povezati s obzirom na korijen. Neki u nas povezuju ovo prezime s grčkom kolonizacijom na Jadranu, posebice na otocima i u priobalnim gradovima, neki s valovima doseljenika iz Dinarida u vrijeme istjerivanja Osmanlija, neki mu pridaju ugarsko podrijetlo, a neki ga pak povezuju i s autohtonim ili pridošlim Vlasima, ali je najuvjerljivije da se ono, s obzirom na prije rečeno znatno starije i proširenije. 
U suvremeno vrijeme prezime se proširilo i u susjednu Sloveniju, europske zemlje, Novi svijet, SAD, Čile, Kanadu, Australiju itd.
U drugoj polovici 17. stoljeća u Vinjercu živi već spomenuti, možebitni daleki predak Gertrudin, Grgur zv. Juko (Giuco, tj. Grgur, op. p.) Magaš, kao vojni zapovjednik 1683. i glavar Vinjerca i to 3. svibnja 1699. sa svojim sinovima Markom i Grgurom. Tada oni nose i pridjevak Grguričići, po nekom pretku Grguru. Dio vinjeračkih Magaša se još na prijelazu iz 17. u 18. st. nastanio na Vučijaku gdje je poseban zaselak Magaši. Predaja kaže da se prvi na Vučijaku naselio neki Petar zv. Pelje, možda onaj koji se sa sinom Šimunom 1708. spominje u svezi korištenja mlina na Bašćici. Ponekad se, vezano za Vinjerac, pojavljivalo u nekim ispisima i kao Magašev i Magašević, ali vrlo rijetko. Sličan je i deminutiv Magašić, koji se nalazi na Krku. Postoji i prilično neuvjerljiva predaja da su Magaši u Vinjerac došli iz Selina, gdje ih i danas ima i gdje također postoji poseban zaselak toga imena, ali nije nemoguće da su i u Seline i u Vinjerac mogli doći istovremeno. 
Posebno je indikativna starija pojava tog prezimena još u 14. stoljeću u Zadru,  na pojedinim hrvatskim otocima, u Kotarima, ali i u Požegi. Tako se npr. na Hvaru to prezime spominje početkom 14. stoljeća, praktički istovremeno kada i na Pagu tj. u Starom gradu, a u Vrani se u 15. stoljeću spominju feudatari roda Magaš. Ti sporadični spomeni ukazuju da je u tim mjestima zacijelo i otprije postojalo, te da je na prostoru Hrvatske bilo rašireno. Za sada neriješene dileme o tome da su iz Vinjerca Magaši možda naselili Nin, Molat i Dinjišku na Pagu, jednako su tako upitne kao i one koje ukazuju na suprotno. S vinjeračkog Vučijaka se jedna grana početkom 20. stoljeća naselila i zadržala u susjednom Posedarju. 
U novije vrijeme iseljavanjem iz Vinjerca ovo prezime se naročito proširilo u Zadru, Rijeci, Selcima, Crikvenici, Splitu, Šibeniku, Trpnju, Posedarju, Prigorcu kod Ivanca, Pijavičinu, Karlovcu, Senju, Zagrebu, Kninu, Dubrovniku, u susjednim Sloveniji, Srbiji, zatim Njemačkoj, SAD-u, a iz Molata u Zagrebu, Rijeci, Čileu, BiH i dr. Ima ga, međutim, i oko Koprivnice, Slavoniji (Drenovci kod Županje), itd.